# Collombey-Muraz
Collombey-Muraz ([kɔlõˈbɛ myʁ(ə)], toponimo francese) è un comune svizzero di 8 863 abitanti del Canton Vallese, nel distretto di Monthey.

## Monumenti e luoghi d'interesse

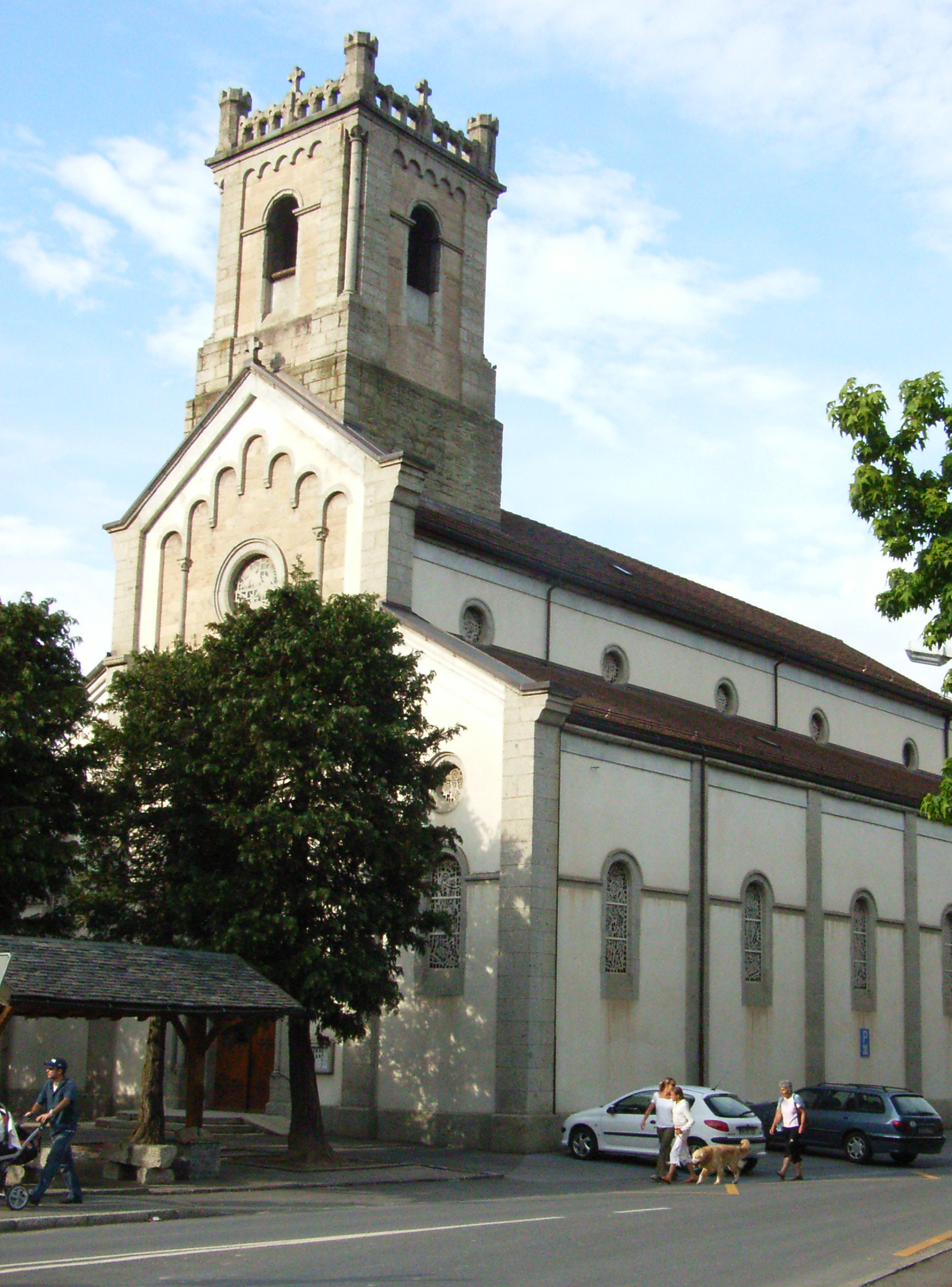
La chiesa di San Desiderio

- Chiesa parrocchiale cattolica di San Desiderio in località Collombey, eretta nel 1723 e ricostruita nel 1873-1874[1];
- Chiesa parrocchiale cattolica di Muraz, eretta nel X-XI secolo[1].

## Società

### Evoluzione demografica
L'evoluzione demografica è riportata nella seguente tabella:
Abitanti censiti

## Economia

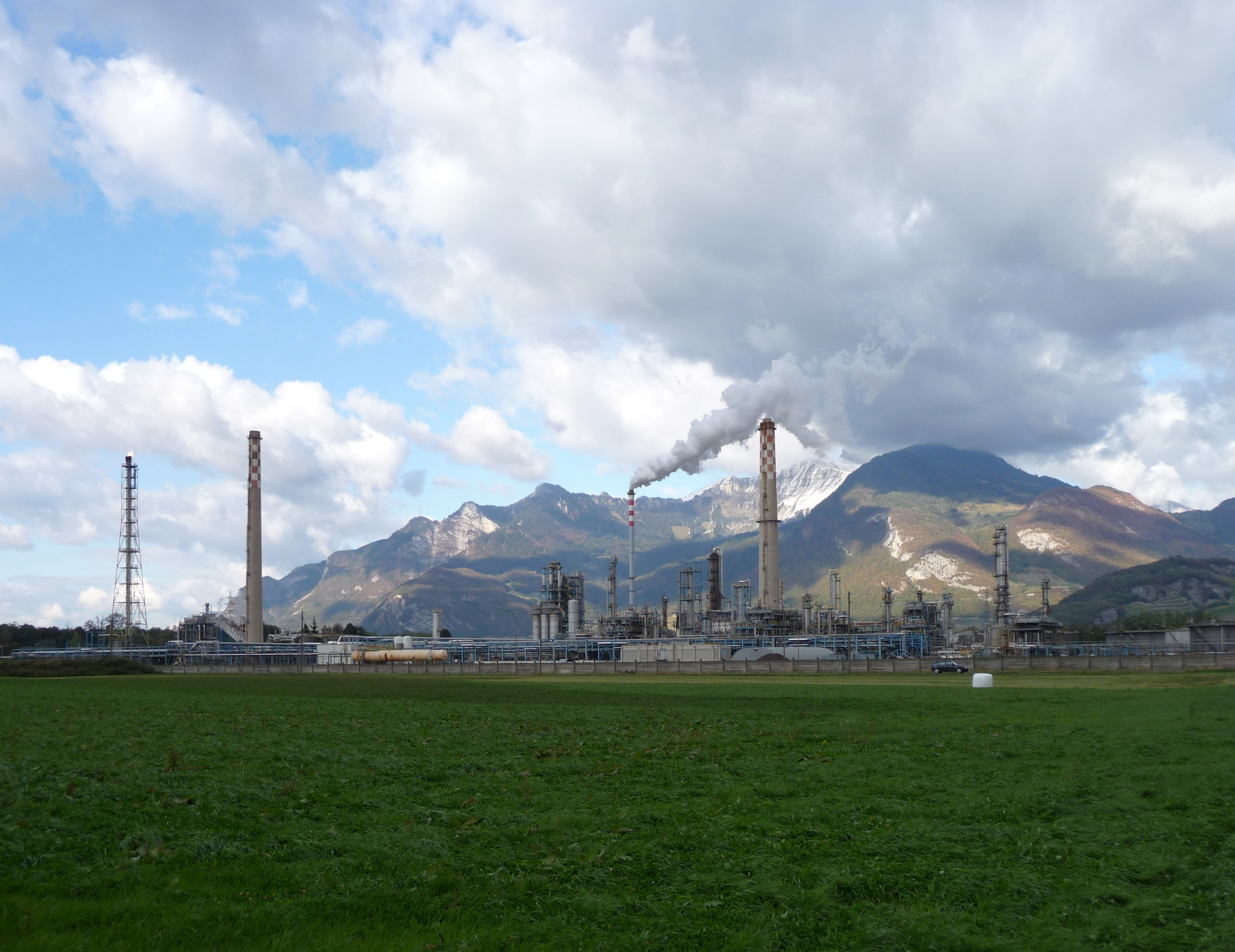
La raffineria di Collombey

A Collombey ha sede una raffineria acquisita dalla Tamoil nel 1990, rifornita con petrolio proveniente da Genova tramite oleodotto. È stata dismessa nel 2015 e la demolizione si è conclusa nel 2023.

## Infrastrutture e trasporti

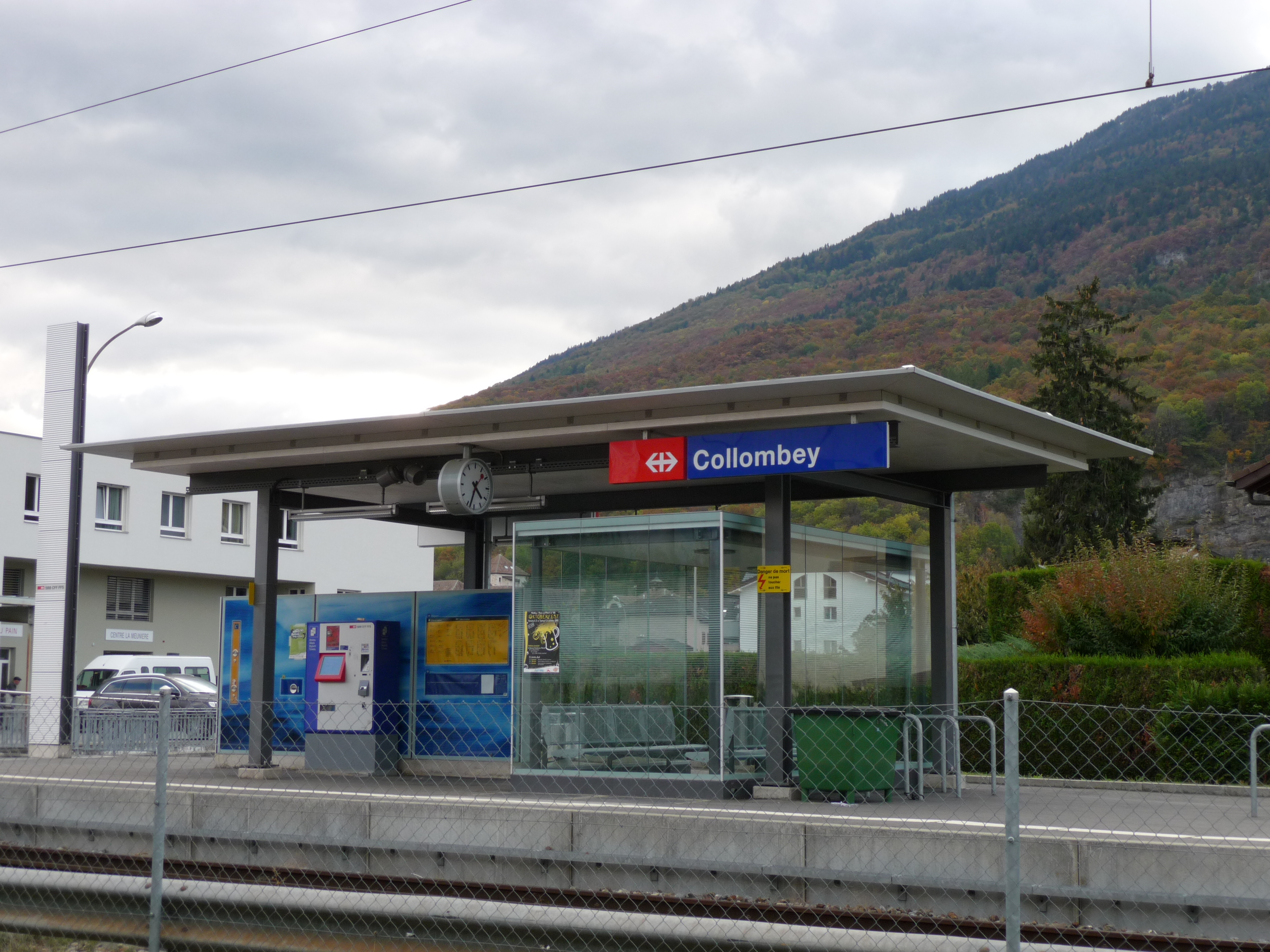
La stazione di Collombey

Collombey-Muraz è servito dalla stazione di Collombey, sulla ferrovia Saint-Gingolph-Saint-Maurice, e dalla stazione di Collombey-Muraz, sulla ferrovia Aigle-Ollon-Monthey-Champéry.
Il canale Stockalper, lungo 14 km, unisce Collombey-Muraz al Lago di Ginevra. Il canale fu voluto da Kaspar Jodok von Stockalper intorno al 1650 per facilitare i propri commerci di sale, in quanto ne deteneva il monopolio in qualità di maître du sel per il Vallese.

## Amministrazione
Ogni famiglia originaria del luogo fa parte del cosiddetto comune patriziale e ha la responsabilità della manutenzione di ogni bene ricadente all'interno dei confini del comune.